# 科爾尼齊亞
50°3′15″N 26°31′20″E / 50.05417°N 26.52222°E
科爾尼齊亞（烏克蘭語：Корниця），是烏克蘭西部的村莊，隸屬赫梅利尼茨基州的舍佩蒂夫卡區。該村始建於1450年，面積0.17平方公里，海拔高度239米，2001年人口498，人口密度每平方公里3,018.2人。